# Leopoldo Panero
Leopoldo Panero Torbado (Astorga, León, 17 de octubre de 1909 - Castrillo de las Piedras, León, 27 de agosto de 1962), conocido como Leopoldo Panero, fue un poeta español, miembro de la Generación del 36, dentro de la corriente de la poesía arraigada de posguerra.
Era hijo de Moisés Panero Núñez y de Máxima Torbado de las Cuevas. Fue hermano del poeta Juan Panero (1908–1937) y padre de Juan Luis Panero (1942–2013), Leopoldo María Panero (1948–2014) y José Moisés, «Michi» Panero (1951–2004), los dos primeros también poetas y el tercero intelectual y diletante. Estuvo casado con la escritora Felicidad Blanc (1913–1990).

## Biografía
La familia Panero regentaba una próspera confitería en Astorga, y los Torbado tenían parentesco lejano con Carmen Polo. Pasó toda su infancia en Astorga. Hizo la Enseñanza Media en San Sebastián y León, y estudió Derecho en las Universidades de Valladolid y Madrid, donde se licenció. Sus primeros versos los dio a conocer en Nueva Revista de Madrid, que él mismo fundó y donde publicó sus obras Crónica cuando amanece (1929) y Poema de la niebla (1930). En el otoño de 1929 enfermó de tuberculosis y fue a reponerse al Sanatorium Royal de la Sierra de Guadarrama durante ocho meses y se enamoró de una paciente, Joaquina Márquez, fallecida algunos meses después. En 1931 publica el artículo en el diario El Sol, Notas de amor. Miguel de Unamuno. Poesía y Vida, donde alaba al escritor. Publicó también obras en Caballo Verde para la poesía, revista dirigida por Pablo Neruda.
Quiso ser diplomático, por lo que estudió francés e inglés. El año 1934 lo pasa en Francia, entre Tours y Poitiers y en otoño de 1935, se traslada a Inglaterra para cursar estudios de Literatura inglesa en la Universidad de Cambridge. Allí coopera con la organización prosoviética Socorro Rojo Internacional, que había aparecido en España en la revolución de Asturias de 1934.  En febrero de 1936 acompaña a Miguel de Unamuno en su gira por Inglaterra para recibir el título de doctorado honoris causa por las Universidades de Oxford, Cambridge y Londres, ejerciendo como traductor informal en los distintos encuentros que Unamuno mantuvo con algunos escritores.
Cuando se produce el golpe de estado de 1936 en España, Leopoldo Panero se encuentra en Astorga de vacaciones veraniegas. Tanto su padre, Moisés, su hermano, Juan Panero y él mismo, formado en la ideología librepensadora de la Residencia de Estudiantes de Madrid, son reconocidos republicanos, además de familiares de Justino de Azcárate, exdiputado liberal y republicano. Tras recibir amenazas de muerte, su hermano Juan se alista en el ejército del bando sublevado y él es acusado de marxismo por su amistad con Iliá Ehrenburg y otros intelectuales marxistas y de trabajar a sueldo para Socorro Rojo Internacional durante su estancia en Inglaterra, por lo que decide esconderse.
Finalmente, el 19 de octubre, Leopoldo Panero es detenido en Astorga y conducido a San Marcos de León, acusado de recaudar fondos para Socorro Rojo. Al poco tiempo, su madre, Máxima Torbado, conocedora de la amistad que Unamuno y su hijo habían labrado en Inglaterra, viajó a Salamanca para rogar al escritor que intercediera ante Franco y evitara la muerte de su hijo. Unamuno, al enterarse de que Máxima era prima lejana de la esposa de Franco, Carmen Polo y en su niñez, alguna vez habían estado juntas le recomendó que fuera a hablar con su prima. La madre así lo hizo y Leopoldo Panero fue puesto en libertad a los pocos días, el 18 de noviembre. 
En cuanto fue liberado, se alistó en el ejército nacional y regresó a Astorga en noviembre. En 1937 murió su hermano Juan, también poeta, en un accidente de automóvil, hecho que lo hirió profundamente, transformándolo en un conservador; sobre este hecho y en su memoria escribió Adolescente en sombra (1938). En el año 1941 se casó con Felicidad Blanc, hija de un cirujano de origen francés director del Hospital Princesa, en Madrid, socialite y escritora de cuentos y relatos, con la que tuvo tres hijos, Juan Luis (1942-2013), Leopoldo María (1948-2014) y José Moisés "Michi" (1951-2004), los dos primeros también poetas. 
Durante la guerra entró en Falange Española, y después lo nombraron agregado cultural a la Embajada Española en Londres (1939). Ejerció de censor durante el franquismo hasta el año 1946, en el que encontró desavenencias con las decisiones morales de la jerarquía católica. Antes de concluir su colaboración como censor, fue nombrado director del Instituto Español (1945–1947) en Londres. Allí conoció y trató a algunos de los más insignes exiliados, como Luis Cernuda o Esteban Salazar Chapela, director a su vez del otro Instituto de España, dependiente de la República.
A finales de 1949 y comienzos de 1950, participó de la «misión poética» con los poetas Antonio Zubiaurre, Luis Rosales y el embajador Agustín de Foxá, que recorrió diferentes países iberoamericanos (entre otros Honduras) previo al restablecimiento de relaciones diplomáticas entre estos países y el régimen de Franco.
Publicó una Antología de la poesía hispanoamericana (1941); publicó también en la revista Escorial (1940) de Madrid, especialmente en sus números 5 y 15, en Garcilaso. Juventud creadora (1943–1946) y en Haz (1944), también de Madrid. Su libro Versos del Guadarrama, inspirado en el amor perdido de Joaquina Márquez, se publicó en Fantasía, suplemento de La Estafeta Literaria (1945), también de Madrid. Pasa grandes temporadas en esta última ciudad, donde frecuenta la tertulia del Café Lyon y entabla amistad, entre otros, con Luis Rosales, Luis Felipe Vivanco y Gerardo Diego, tertulia que se fundió más tarde con la de Manuel Machado.
En 1949 recibió el Premio Fastenrath de la Academia por su libro Escrito a cada instante, y al año siguiente el Premio Nacional de Literatura. Más tarde publicó en la revista Poesía Española (1952–1971). Dirigió la revista Correo Literario y figuró en (1952) como organizador de las Exposiciones Bienales de Arte. Fue secretario de una sección del Instituto de Cultura Hispánica. En 1960 publicó Cándida puerta, considerada una de sus obras maestras. Murió dos años después.
Sus primeros versos experimentan el influjo de la Generación del 27 y de las Vanguardias; hay ecos de las estéticas del dadaísmo y del surrealismo, así como uso de verso libre. Tras la Guerra Civil abandonó estos conatos transgresores iniciando lo que sería una de las obras poéticas más personales y de mayor valor de la posguerra. Los autores que inspiran esta segunda fase son Miguel de Unamuno y Antonio Machado. Destacan entre sus libros de poemas La estancia vacía (1944), Versos al Guadarrama (1945), Escrito a cada instante (1949), donde aparecen sus famosas elegías a César Vallejo (que estuvo en su casa invitado por él durante unos días) y a Federico García Lorca; Canto personal (1953), réplica al Canto General de Pablo Neruda escrita en tercetos al que puso prólogo Dionisio Ridruejo, que recibió el Premio 18 de Julio de manos del ministro Raimundo Fernández-Cuesta, y Cándida puerta (1960); en el póstumo Poesía (1963) se recoge toda su obra lírica, y sus Obras completas se imprimieron en 1973. Hizo excelentes traducciones de románticos ingleses. Javier Huerta Calvo ha preparado unas segundas Obras completas (2008) en tres volúmenes, dos de poesía y uno de prosa, por encargo del Ayuntamiento de Astorga, que recogen algunos textos más que las de 1973. Murió en su casa de Castrillo de las Piedras, a la temprana edad de 52 años, tras sufrir una angina de pecho mientras regresaba en su vehículo.